# 天门增五
室女座63，又名BD-16 3650，HD 116292、SAO 157899、HR 5044，是室女座的一颗恒星，视星等为5.37，位于銀經313.5，銀緯44.49，其B1900.0坐标为赤經13h 17m 39.6s，赤緯-17° 44.49′ 41″。